# Croatian Bol Ladies Open 1997
Il Croatian Bol Ladies Open 1997 è stato un torneo di tennis giocato sulla terra rossa. È stata la 4ª edizione del torneo, che fa parte della categoria Tier IV nell'ambito del WTA Tour 1997. Si è giocato a Bol in Croazia, dal 28 aprile al 4 maggio 1997.

## Campionesse

### Singolare
Mirjana Lučić ha battuto in finale  Corina Morariu con il punteggio di 7–5, 6–7, 7–6.

### Doppio
Laura Montalvo /  Henrieta Nagyová hanno battuto in finale  María José Gaidano /  Marion Maruska con il punteggio di 6–3, 6–1.